# Neotoma stephensi
Neotoma stephensi är en däggdjursart som beskrevs av Edward Alphonso Goldman 1905. Neotoma stephensi ingår i släktet egentliga skogsråttor och familjen hamsterartade gnagare. IUCN kategoriserar arten globalt som livskraftig. Inga underarter finns listade i Catalogue of Life.

## Utseende
Arten når en absolut längd av 274 till 312 mm, inklusive en 115 till 149 mm lång svans. Hanar är allmänt större än honor. Däremot har honor mera långsträckta käkar än hanar. Neotoma stephensi väger 117 till 180 g. Den har gulbrun päls på ovansidan och krämfärgad päls på undersidan, ofta med en rosa skugga. Fötterna är täckta med vit päls. Svansen har en ljusbrun eller ljus gråbrun ovansida samt en något ljusare undersida. Den är ofta lite yvig. Som en anpassning till markens färg har den västra populationen en mörkare päls.

## Utbredning och habitat
Denna gnagare förekommer i sydvästra USA i delstaterna Arizona och New Mexico och i några områden av angränsande delstater. Där vistas arten i öppna skogar med träd eller buskar av tallsläktet och av ensläktet. Ofta finns några agaver och kaktusar i skogsråttans revir.

## Ekologi
Neotoma stephensi bygger liksom flera andra arter av samma släkte ett nästa av växtdelar och annan bråte. Artens föda består främst av barr och frön från enbusken. I viss mån kan gnagare uthärda växtens giftiga ämnen men den väljer oftast exemplar som är fattig på kemiska ämnen (bland annat tannin). Dessutom äter skogsråttan frön från efedraväxter (Ephedraceae).
Arten är nattaktiv och håller ingen vinterdvala. Parningen sker under tidiga våren och sedan föds mellan mars och maj en kull med upp till fem ungar. Antagligen förekommer ytterligare en eller två kullar senare under året. Unga honor blir könsmogna efter 9 till 10 månader. De flesta honor har bara en fortplantningstid i livet.
Ungar föds blinda och döva. De får hörförmåga efter cirka 12 dagar och synförmåga efter cirka 14 dagar. Efter 10 till 24 dagar börjar de med fast föda och efter ungefär 35 dagar slutar honan med digivning. Alla data om ungdjurens utveckling är från individer i fångenskap.